# 53-тя паралель південної широти
53-тя паралель південної широти — лінія широти, що лежить на 53 градуси південніше земної екваторіальної площини. Вона проходить через Атлантичний океан, Індійський океан, Тихий океан та Південну Америку.
На цій широті під час літнього сонцестояння сонце видно 16 годин 56 хвилин, а під час зимового сонцестояння — 7 годин 34 хвилини. Приблизно на 53°18′ південної широти, за 33 км на південь від цієї паралелі, під час грудневого літнього сонцестояння сонце видно рівно 17 годин. Якщо широта в південній півкулі становить 53°47′ або менше, щодня в лютому можна спостерігати як астрономічний світанок, так і астрономічні сутінки.

## Список географічних об'єктів, що перетинає 53° пд. ш.
Починаючи з Гринвіцького меридіану та рухаючись на схід, 53-тя паралель південної широти проходить через:
| Координати                                                  | Країна, територія або море | Примітки                                                                           |
| ----------------------------------------------------------- | -------------------------- | ---------------------------------------------------------------------------------- |
| 53°0′ пд. ш. 0°0′ сх. д. / 53.000° пд. ш. 0.000° сх. д.     | Атлантичний океан          |                                                                                    |
| 53°0′ пд. ш. 20°0′ сх. д. / 53.000° пд. ш. 20.000° сх. д.   | Індійський океан           | Проходить північніше островів Макдональд[en], Австралія                            |
| 53°0′ пд. ш. 73°15′ сх. д. / 53.000° пд. ш. 73.250° сх. д.  | Австралія                  | Проходить через острів Герд[de]                                                    |
| 53°0′ пд. ш. 73°25′ сх. д. / 53.000° пд. ш. 73.417° сх. д.  | Індійський океан           |                                                                                    |
| 53°0′ пд. ш. 169°9′ сх. д. / 53.000° пд. ш. 169.150° сх. д. | Тихий океан                | Проходить південніше острова Кемпбелл                                              |
| 53°0′ пд. ш. 74°28′ зх. д. / 53.000° пд. ш. 74.467° зх. д.  | Чилі                       | Магальянес — проходить через острів Десоласьйон[en]                                |
| 53°0′ пд. ш. 73°57′ зх. д. / 53.000° пд. ш. 73.950° зх. д.  | Магелланова протока        |                                                                                    |
| 53°0′ пд. ш. 73°25′ зх. д. / 53.000° пд. ш. 73.417° зх. д.  | Чилі                       | Магальянес — проходить через півострів Муньйос-Гамеро[en] та острів Рієско         |
| 53°0′ пд. ш. 71°52′ зх. д. / 53.000° пд. ш. 71.867° зх. д.  | Сено-Отвей[en]             |                                                                                    |
| 53°0′ пд. ш. 71°15′ зх. д. / 53.000° пд. ш. 71.250° зх. д.  | Чилі                       | Магальянес — проходить через півострів Брансвік                                    |
| 53°0′ пд. ш. 70°49′ зх. д. / 53.000° пд. ш. 70.817° зх. д.  | Магелланова протока        |                                                                                    |
| 53°0′ пд. ш. 70°24′ зх. д. / 53.000° пд. ш. 70.400° зх. д.  | Чилі                       | Магальянес — проходить через Вогняну Землю                                         |
| 53°0′ пд. ш. 68°36′ зх. д. / 53.000° пд. ш. 68.600° зх. д.  | Аргентина                  | Вогняна Земля — проходить через Вогняну Землю                                      |
| 53°0′ пд. ш. 68°15′ зх. д. / 53.000° пд. ш. 68.250° зх. д.  | Атлантичний океан          | Проходить південніше острова Бошен[en], Фолклендські Острови (претендує Аргентина) |